# 約翰·赫歇爾
約翰·弗雷德里克·威廉·赫歇爾爵士，第一代從男爵，FRS，KH（英語：Sir John Frederick William Herschel, 1st Baronet，1792年3月7日—1871年5月11日）出生於英國白金漢郡的斯勞，英国天文學家、數學家、化學家及攝影師，天文學家威廉·赫歇爾的兒子。
約翰·赫歇爾首創以儒略紀日法來紀錄天象日期。此外，他在攝影的發展方面作出過重大貢獻；他發現硫代硫酸鈉能作為溴化銀的定影劑；亦創造了"photography"（攝影）名詞，並且將"negative"及"positive"意思引伸意義分別為「負片」「正片」等名詞。古典攝影工藝藍晒法是另一項重要發明。

## 早年生活與天文研究

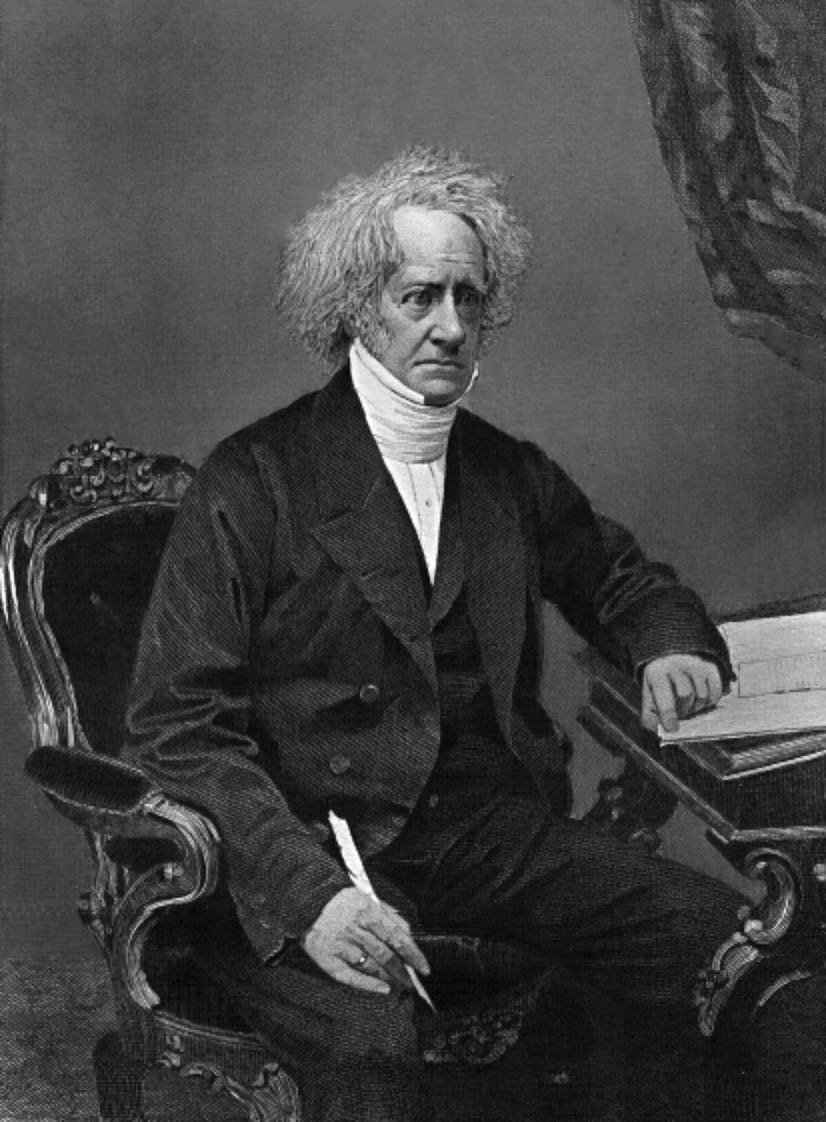
約翰·弗里德里希·威廉·赫歇爾

約翰·赫歇爾畢業於伊頓公學及劍橋大學聖約翰學院。在學期間他認識了查爾斯·巴貝奇及喬治·皮科克並成為好友。約翰·赫歇爾於1816年開始研究天文學，並製作一台口徑18吋，焦距20呎的反射望遠鏡。1821年至1823年他與詹姆斯·紹斯重新校驗他父親編製的雙星星表。這件工作使他於1825年獲得法國法蘭西學會所頒的拉朗德獎，以及於1826年由英國皇家天文學會所頒的金獎章（他於1836年再次獲得此奬章）。此外，英國皇家學會於1821年向他頒贈科普利獎章，以表揚他在數學上的貢獻。1831年他獲策封騎士爵位。

## 南非之旅
1833年，約翰·赫歇爾前往南非測量南天的恆星。兩年後，他觀測了哈雷彗星回歸。受到查理斯·萊爾《地質學原理》裡面地表景觀漸次形成概念的啟發，他寫信給萊爾，敦促他找尋在所有秘密中的秘密 - 也就是物種如何形成 - 背後的自然法則。他的信開頭有如下的對句：追求的人必須不輕言放棄也不能輕易退縮，怯懦的靈魂和不堅定的信念對搜索是沒有幫助的。

## 回國以後
約翰·赫歇爾於1838年回到英國，同年7月17日封為從男爵。1847年出版了《在好望角天文观测的结果》（Results of Astronomical Observations made at the Cape of Good Hope）。在該書中他提出土星7顆新衛星的名字：Mimas、Enceladus、Tethys、Dione、Rhea、Titan及Iapetus （页面存档备份，存于）。同年，他再度獲英國皇家學會頒發科普利獎章。1852年他又提出天王星4顆衛星的名字：Ariel, Umbriel, Titania和Oberon，這些名字一直沿用到現在。
約翰·赫歇爾其它著作包括1849年的《天文學大綱》(Outlines of Astronomy)、General Catalogue of 10,300 Multiple and Double Stars（於死後才出版，由李善兰和伟烈亚力合译成中文，名为《谈天》）、Familiar Lectures on Scientific Subjects及《星云星团新总表》。為了紀念約翰·赫歇爾對科學的貢獻，在他死後英國為他舉行了國葬，葬於西敏寺。

## 攝影
約翰·赫歇爾對早期攝影的演變有許多重大貢獻，特別是氰版攝影的發明，他也是今日藍曬的先驅者。在1839年，他在玻璃上做了一張現今依然存在的照片，且實驗了一些攝影色彩的再現（color reproduction）研究。他發現在光譜上的不同光線，會攝影的感光劑上留下不同的顏色。赫歇爾亦使用蔬果汁做為攝影的感光乳膠，他稱這種方法為"phytotypes"法，且發表在1842年的英國皇家学会的期刊（the Philosophical Transactions）。
他在1840年代初期，也和Henry Collen一起合作，一起為維多利亞女皇製作肖像。他最原初根據鉑鹽的感光特性，發現了鉑鹽的攝影法，雖然最後這個方法由William Willis完成。
赫歇爾在1839年發明了攝影（photography）一詞。雖然Brazilian Hércules Florence在1834年在他的私人筆記中用法語的等同語Photographie 一詞來形容攝影。但是，赫歇爾是最早將正片（positive）、負片（negative）一詞使用在攝影上的人。而快照（snapshot）一詞，也是由赫歇爾延伸運用在攝影之上。他在1819年發現了硫代硫酸鈉（sodium thiosulfate）作為鹵化銀（silver halides）的溶劑。對於爾後達蓋爾和塔爾博特的攝影發明有重大貢獻。

## 家庭
約翰·赫歇爾於1829年3月3日在愛丁堡和Margaret Brodie Stewart結婚。有3名兒子、9名女兒，其中亞歷山大·史都華·赫歇爾是以研究彗星和流星雨著名的天文學家。

## 著作

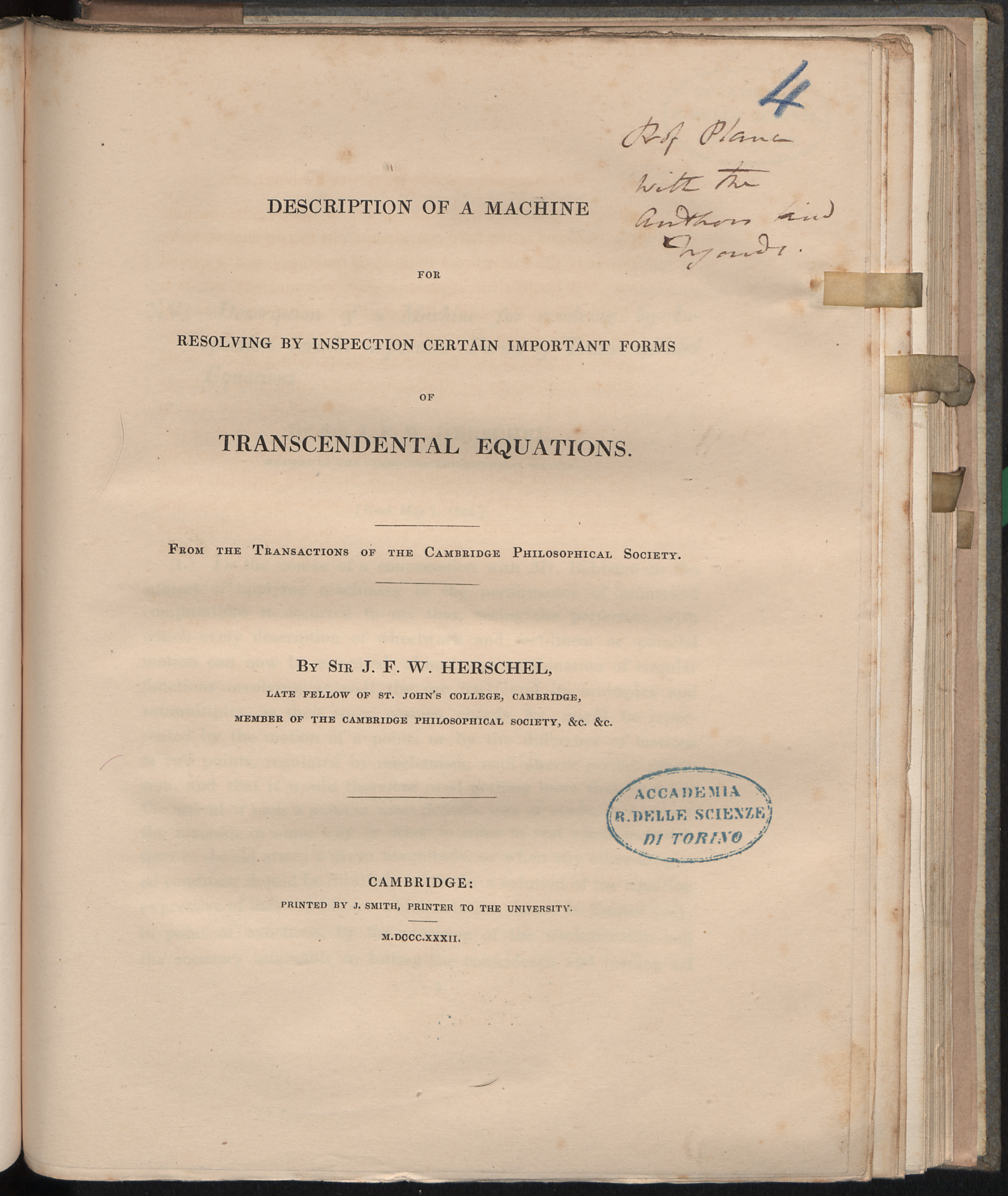
Description of a machine for resolving by inspection certain important forms, 1832

- On the Aberration of Compound Lenses and Object-Glasses (1821);
- A preliminary discourse on the study of natural philosophy, part of Dionysius Lardner's Cabinet cyclopædia (1831, new edition 1840);[6]
- Outlines of Astronomy (1849);
- General Catalogue of 10,300 Multiple and Double Stars (published posthumously);
- Familiar Lectures on Scientific Subjects;
- General Catalogue of Nebulae and Clusters;
- Manual of Scientific Inquiry (ed.), (1849);
- Familiar Lectures on Scientific Subjects (1867).

## 外部連結
- http://www-groups.dcs.st-and.ac.uk/~history/Mathematicians/Herschel.html（页面存档备份，存于）
- Biography: JRASC 74 (1980) 203 （页面存档备份，存于）